# 戴季陶
戴季陶（1891年1月6日—1949年2月12日），原名良弼，字選堂，號天仇，后改名傳賢、字季陶，以字行，原籍浙江吴兴，生于四川广汉，中华民國政治人物、中國國民黨元老之一，中華民國國旗歌的作詞者，也是中国马克思主义最早的研究者之一。他在訓政時期任第一任考試院院長長達20年，也是歷史上最年輕的五院院長，就任時年僅37歲。

## 生平

### 早年經歷
戴季陶祖籍浙江湖州烏程戴山（今屬吳興區八里店鎮），生於四川廣漢，其高祖戴敏勤入川经商，定居汉州，在中西街开碗铺，世继其业，其父戴小轩兼业中医外科。
1905年，到日本就讀东京高等師範學校。1906年4月，在東京認識東渡日本就讀東京振武學堂的蔣中正。1907年轉讀日本大學法律系。
1909年返華，在江苏巡抚瑞徵处担任江苏自治研究所教官。1911年加入同盟會，屢於報章批評滿清朝廷，并因此受到两江总督张人骏的通缉，流亡日本长崎、英属新加坡及马来亚槟城。1911年加入同盟会辛亥革命时参加陈其美、钮永建的上海起义，1912年擔任孫中山的秘書，并随孙中山访问日本，担任日语翻译。
1912年主持上海《民權報》。后参加进行二次革命，负责军事联络活动，曾發出警告稱：蒙古去，而中華民國亦隨之去矣。1913年二次革命失败，逃亡日本，期间加入中華革命党。1916年返中國，在上海创办《星期评论》周刊。1917年任护法军政府法制委员会委员长兼大元帅府秘书长。9月，与张继会见原敬，希望日本方面支持中国南方政权。1918年4月代理外交次长。
五四运动期间，戴季陶与陈独秀等知识分子接触。1920年8月上海共产主义小组成立，戴季陶为十四位成员之一参加第一次会议，后由于孙中山反对及自身身体健康原因，未出席第二次会议，退出共产主义小组。至1922年，在上海证券物品交易所工作，暂时远离政治，期间投江自杀被救起。

### 中年經歷
1924年1月，出席中国国民党一大，当选为中央执行委员、常务委员，任中央宣传部部长。5月，黃埔軍校成立，任政治部主任。
1925年3月，孫中山逝世後改名傳賢，字季陶。6月至7月，发表《孫文主義哲學的基礎》、《國民革命與中國國民黨》，认为三民主义“完全渊源于中国正统思想的中庸之道，先生实在是孔子以后中国道德文化上继往开来的大圣”，孙中山“博大精深”，马克思只是社会病理学家，不是社会生理学家，唯物史观过度单纯。进行国民革命的民族斗争可以不讲阶级斗争。11月，参加反对中國共产党的“西山会议”。
1926年，任國立中山大學校長。1927年，參與策划四一二事件。1928年，著《日本論》。2月，升为国民党宣传部长。10月起，擔任国民政府委员会委员、考試院院長長達20年。至1948年6月辞职，改任國史館館長，並被蔣介石聘為總統府資政。
1932年10月，国民党中央执行委员会，通过戴季陶、于右任等人“筹建建设西北专门教育初期计划”议案，成立“筹建建设西北专门教育委员会”。1934年4月20日，国立西北农林专科学校教学大楼（现西北农林科技大学北校区3号教学楼）奠基典礼，戴季陶到会祝词，曰：“民为国本，食为民天。炎黄立国，首裕民食。姜原后稷，弘兹天职。衣食既足，礼义斯舆。树德务滋，树基务坚。木贵松柏，宝重金刚。坚贞之性，百物之良。立教兴学，志在成人。建国之业，教学为先。民德归厚，百业兴焉。万众一心，教有次第。学有师承，事有始终。德有本根。克勤克俭，创业之源。脚踏实地，步步向前。光荣历史，从此开篇。奠基礼成万众欢。祝我学校万万年。”

### 逝世
1949年2月12日，國史館館長戴傳賢歿於廣州:58，享年58歲。戴常作許多國事與世局分析與預測，所以衰老得特別快。死因有「用藥過量」說（晚年飽受神經痛之苦的戴常需要大量安眠藥助睡），也有「憂憤自盡」說，因為感於第二次國共內戰中之中國國民黨敗局而自殺。另外也有「因病死亡」說，其子蔣緯國則認為是心臟病突發致死。

## 身后
戴季陶逝世，蔣中正總統聞耗悲痛，故人零落，中夜唏噓:154。蔣中正為之哀誄以「痛失勳耆」。2月15日出殯，蔣中正率中央執行委員、監察委員全體出席。:173月12日頒發褒揚令。3月31日又頒令國葬。:134-245
戴季陶逝世後，蔣緯國為生父心喪3年，而且每年都在考試院為故院長冥誕紀念日在善導寺誦經時，著布衣素袍，行跪拜大禮:46－47。

## 家族
|  |                      |  |  |  |  |  |  |  |  |  |  |  |  |  |  |  |
|  | 高祖父：戴闻天       |  |  |  |  |  |  |  |  |  |  |  |  |  |  |  |
|  |                      |  |  |  |  |  |  |  |  |  |  |  |  |  |  |  |
|  |                      |  |  |  |  |  |  |  |  |  |  |  |  |  |  |  |
|  | 曾祖父：戴崇节       |  |  |  |  |  |  |  |  |  |  |  |  |  |  |  |
|  |                      |  |  |  |  |  |  |  |  |  |  |  |  |  |  |  |
|  |                      |  |  |  |  |  |  |  |  |  |  |  |  |  |  |  |
|  | 祖父：戴廉           |  |  |  |  |  |  |  |  |  |  |  |  |  |  |  |
|  |                      |  |  |  |  |  |  |  |  |  |  |  |  |  |  |  |
|  |                      |  |  |  |  |  |  |  |  |  |  |  |  |  |  |  |
|  | 父：戴小轩           |  |  |  |  |  |  |  |  |  |  |  |  |  |  |  |
|  |                      |  |  |  |  |  |  |  |  |  |  |  |  |  |  |  |
|  |                      |  |  |  |  |  |  |  |  |  |  |  |  |  |  |  |
|  | 戴季陶（1891－1949） |  |  |  |  |  |  |  |  |  |  |  |  |  |  |  |
|  |                      |  |  |  |  |  |  |  |  |  |  |  |  |  |  |  |
|  |                      |  |  |  |  |  |  |  |  |  |  |  |  |  |  |  |
|  | 母：黄氏             |  |  |  |  |  |  |  |  |  |  |  |  |  |  |  |
|  |                      |  |  |  |  |  |  |  |  |  |  |  |  |  |  |  |
|  |                      |  |  |  |  |  |  |  |  |  |  |  |  |  |  |  |

妻子钮有恒、赵文淑，妾赵令仪。戴季陶有一女二子——戴家祥、長子戴安國（母親是日本黑龍會成員津淵美智子）與蔣緯國。
戴季陶與蔣中正是結拜好友，兩人在日本同賃一室。與此同時，戴季陶有一位日本籍護士女友重松金子，重松金子與戴、蔣二人均「過從甚密」，爾後重松金子甚至未婚替戴季陶產下一子。經過跟蔣中正的協調，決定過繼給蔣中正，即日後之蔣緯國。經蔣中正的母親王采玉斟酌後，兼祧蔣中正與蔣中正之親弟蔣瑞青，並決定由蔣中正側室姚冶誠撫養蔣緯國

## 評價
蔣緯國：「親伯在我幼小的心靈中，一直就是一位可敬可愛的長者。」:42「大家都傳誦親伯的文章，氣勢澎湃，影響深遠。在我記憶裡……他老人家寫文章是從不草稿的。每次都是跟總理、先君……確定原則，然後和黨政有關人士，溝通觀念，博采周諮。……他所撰寫的歷史文件，到今天讀來，猶是擲地有聲。他……字跡工整，一筆不苟，煞是秀美勁拔。」:43「親伯寫文章的習慣和功力，可能與革命初期從事新聞工作有關……他那深厚中國文化的涵養，橫溢的才華及堅定不撓的革命意志，蘊育了他……內歛氣質，和鑠為不朽的作品。他曾自署為『戴天仇』，就可以顯出……意志與情操了。」:43
张国焘：“戴季陶那本《中国革命与中国国民党》的小册子，似是孙文主义学会的经典。”并回忆陈延年曾经把译文送给鲍罗庭看，鲍阅毕表示“无能为力”，因此“陈延年除了指斥戴季陶和孙文主义学会为新右派之外，别无他法。”

## 紀念
- 臺北市國立政治大學校本部內有季陶樓。
- 臺北市東吳大學校本部（外雙溪）有傳賢堂。
- 成都昭觉寺寺内有戴季陶与钮夫人的合葬墓。

## 藝術形象
- 2009年電影《建國大業》：葉小鏗飾
- 2023年電影《望道》：吳曉亮飾

## 主要著作
- 《孫文主義哲學的基礎》
- 《國民革命與中國國民黨》
- 《青年之路》
- 《學禮錄》
- 《日本論》

文集
- 《戴季陶先生文存》（共四册）1957中央文物供应社
- 《戴季陶先生文存续编：再续编》（上下册）1968 台湾商务印书馆
- 《戴季陶先生文存续编：三续编》（上下册）1971史料篡委员会
- 《戴季陶集:1909～1920》1990华中师范大学出版社